# Aleucanitis coenobita
Aleucanitis coenobita är en fjärilsart som beskrevs av Kruger 1939. Aleucanitis coenobita ingår i släktet Aleucanitis och familjen nattflyn. Inga underarter finns listade i Catalogue of Life.